# Компанеец, Жак
Жак Компане́ец (фр. Jacques Companéez; 5 марта 1906, Нежин — 15 сентября 1956, Париж) — французский сценарист.

## Биография
Родился 5 марта 1906 года в Нежине Черниговской губернии в еврейской семье. Отец — доктор медицины Владимир Яковлевич (Вульф Янкелевич) Компанеец. Семья переехала в Санкт-Петербург не позднее 1908 года и жила на Серпуховской улице, № 2, вплоть до отъезда сына за границу в 1925 году. Отец занимался частной практикой и одновременно научной работой в Военно-медицинской академии, позже работал в Максимилиановской лечебнице, а Яков окончил гимназию. В 1925 году уехал учиться в Германию, окончил Политехническую школу в Мекленбург-Стрелице. В Берлине начал работать инженером-электриком, но был уволен из-за своего еврейского происхождения. В 1936 году был вынужден уехать во Францию.
Ещё в Германии он начал работать сценаристом и в Париже продолжил эту работу. Он написал сценарии более, чем к 80 фильмам, в том числе к знаменитому фильму «Золотая каска» режиссёра Жака Беккера.

## Семья
- Дочь — Нина Компанеец, сценарист, режиссёр.
- Дочь — Ирен Компанеец (род. 1950), оперная певица (контральто)[8]; была замужем за баритоном Dino Dondi[9].

## Избранная фильмография
- «Тысяча за одну ночь» (1933)
- «На дне», режиссёр Жан Ренуар (1936)
- «Огонь!», режиссёр Жак де Баронселли (1937)
- «Алиби», режиссёр Пьер Шеналь (1937)
- «Ёсивара», режиссёр Макс Офюльс (1937)
- «Обманщик» (1937)
- «Княжна Тараканова», режиссёр Фёдор Оцеп (1938)
- «Мальтийский дом», режиссёр Пьер Шеналь (1938)
- «Катя», режиссёр Морис Турнёр (1938)
- «Гибралтар», режиссёр Фёдор Оцеп (1938)
- «Я была авантюристкой», режиссёр Раймон Бернар (1938)
- «Личная колонка», режиссёр Роберт Сиодмак (1939)
- «Эмигрант» (1940)
- «Серенада», режиссёр Жан Буайе (1940)
- «Женщина в ночи» (1943)
- «Пока я жив», режиссёр Жак де Баронселли (1946)
- «Друг придёт сегодня вечером», режиссёр Раймон Бернар (1946)
- «Тупик» (фильм, 1946), режиссёр Пьер Дард
- «Дьявол и Ангел» (1946), режиссёр Пьер Шеналь
- «Прощай, дорогая» (1946) режиссёр Раймон Бернар
- Contre-enquête (фильм, 1947), режиссёр Жан Фарез
- «Копия верна», режиссёр Жан Древиль
- «Проклятые», режиссёр Рене Клеман
- «Боевик на улицах», режиссёр Фрэнк Таттл (1950)
- «Человек с Ямайки», режиссёр Морис де Канонж (1950)
- «Золотая каска», режиссёр Жак Беккер (1952)
- «Очаровательные создания», режиссёр Кристиан-Жак (1952)
- «Запретный плод», режиссёр Анри Вернёй (1952)
- Jeunes Mariés (фильм, 1953), режиссёр Жиль Гранжье
- Les Compagnes de la nuit, режиссер Ральф Хабиб (1953)
- «Буря во плоти», режиссёр Ральф Хабиб (1954)
- «Это Парижская жизнь» (1954)
- «Восточный Экспресс» (1954)
- «Королева Марго», режиссёр Жан Древиль (1954)
- «Лиссабонские влюблённые», режиссёр Анри Вернёй (1955)
- (La Sorcière, directed by André Michel (1956)
- «Женский клуб», режиссёр Ральф Хабиб (1956)
- «Фоли-Бержер» (фильм, 1957), режиссёр Анри Декуан
- «Я вернусь в Кандару», режиссёр Виктор Викас (1957)